# Купер, Блэйк
Блэйк Купер (англ. Blake Cooper; род. 10 октября 2000, Атланта) — американский актёр, известный по роли Чака в фильме «Бегущий в лабиринте».

## Биография
Купер родился в Атланте, штат Джорджия, на небольшой животноводческой ферме. Он вырос как бойскаут и был хорошо знаком с дрессировкой животных.
Купер подписал контракт с агентством талантов Джой Первис, когда ему было 10 лет, после того, как увидели его выступление на местном мероприятии.
Сразу же после подписания, Купер пошёл на кастинг и получил свою первую роль в сериале «Игра». Вскоре он получил новое предложение - в сериале «Необходимая жестокость».
В апреле 2013 года Купер получил одну из главных ролей в фильме «Бегущий в лабиринте». Персонаж Блэйка -  Чак, который по роману является самым младшим и болтливым из персонажей. С директором картины, Уэсом Боллом, насчёт его роли в фильме Купер связался через Twitter.

## Фильмография

### Фильмы
| Год  | Название            | Роль           | Примечания |
| ---- | ------------------- | -------------- | ---------- |
| 2012 | Методы воспитания   | Студент        |            |
| 2014 | Преуспевать         | Михей Стубакер |            |
| 2014 | Бегущий в лабиринте | Чак            |            |
| 2016 | Поздний Блумер      | Джош           |            |
| 2018 | Мера человека       | Бобби Маркс    |            |
| 2020 | Шанс                | Ченс Смит      |            |

### Телевидение
| Год  | Название               | Роль                 | Примечания |
| ---- | ---------------------- | -------------------- | ---------- |
| 2012 | Игра                   | Ребёнок              | 1 эпизод   |
| 2012 | Необходимая жестокость | Итан                 | 1 эпизод   |
| 2012 | Это Сверхъестественно  | Шейн Уоррен в юности | 1 эпизод   |